# اتفاقية لندن (1915)

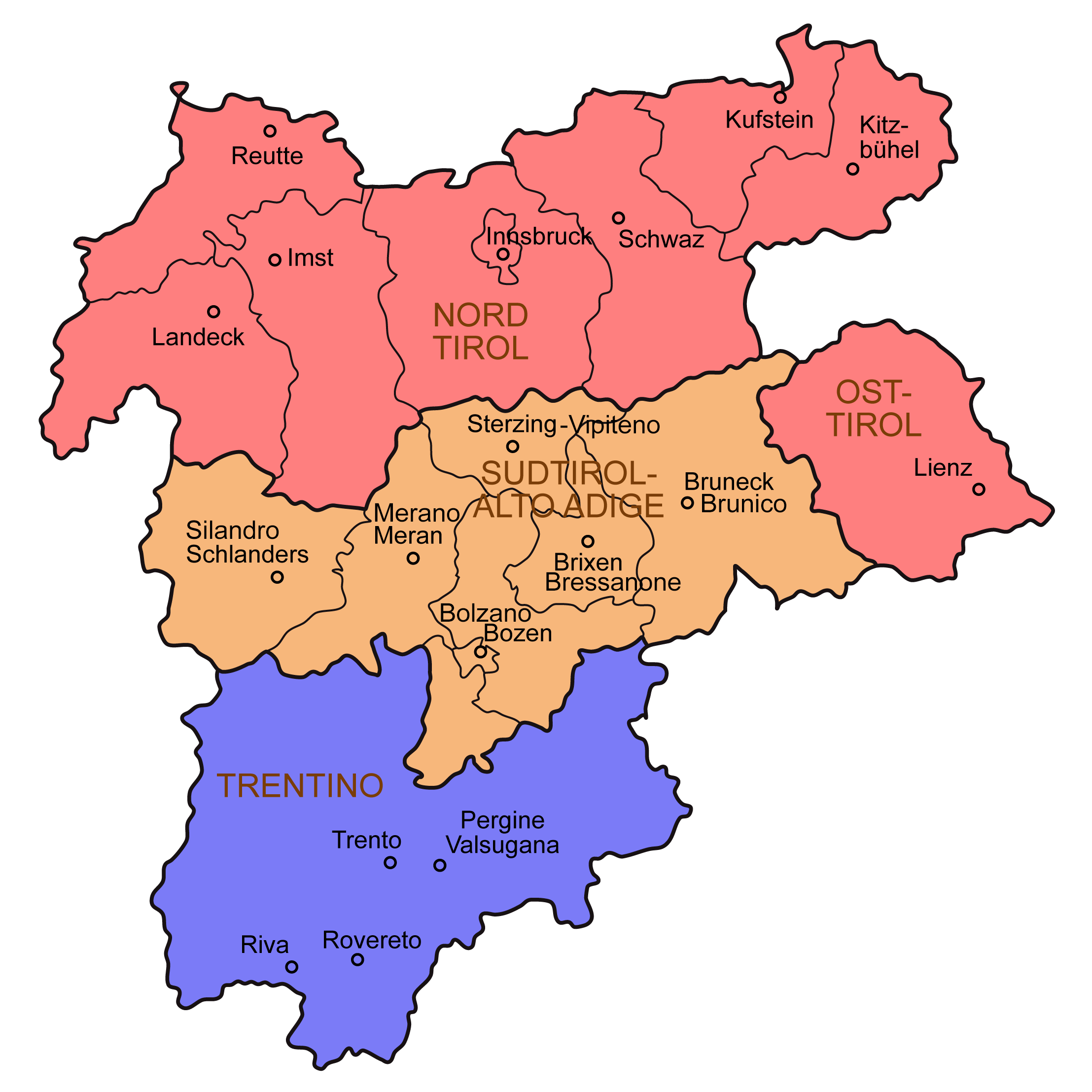
تقسيم مقاطعة تيرول النمساوية عام 1918، الأراضي التي بقيت ضمن النمسا تسمى شمال تيرول (نوردتيرول) وشرق تيرول (أوستيرول)

اتفاقية لندن (بالإيطالية: Patto di Londra) اتفاق سري وُقع بلندن في 26 أبريل 1915 بين الحكومة الإيطالية ممثلةً برئيس الوزاراء أنتونيو سالاندرا ووزير الخارجية سيدني سونينو مع ممثلين عن دول الوفاق الثلاثي إبان الحرب العالمية الأولى. وقد وقعته الحكومة الإيطالية دون علم البرلمان (ذو أغلبية حيادية).
نصت الاتفاقية على انضمام إيطاليا إلى دول الوفاق الثلاثي وأن تعلن الحرب خلال شهر على ألمانيا والنمسا-المجر مقابل أن تحصل إيطاليا على مكاسب حدودية منها منطقة تيرول النمساوية ومستمعرات ألمانية في أفريقيا و أن تكون ألبانيا محمية إيطالية.
هذه اتفاقية كانت لتظل سرية، إلاّ أن البلاشفة الذين وصلوا إلى السلطة إثر ثورة أكتوبر قاموا بنشرها إلى جانب وثائق دبلوماسية سرية أخرى.

## خلفية
بعد فترة وجيزة من اندلاع الحرب العالمية الأولى، سعت قوى الوفاق الثلاثي، المملكة المتحدة وفرنسا وروسيا، إلى جذب المزيد من الحلفاء إلى صفوفهم، وحاولت الدول الثلاث في بادئ الأمر جذب إيطاليا (التي كانت طرفًا في الحلف الثلاثي) وضمها إلى دول الوفاق خلال شهري أغسطس وسبتمبر 1914. مع الوقت، ارتبطت المسألة بشكل وثيق بالجهود المعاصرة لكسب التحالف مع بلغاريا أو، على الأقل، ضمان وقوفها على الحياد، من خلال إغرائها بمكاسب إقليمية على حساب صربيا التي كانت متحالفة مع قوى الوفاق. كانت صربيا موعودة بالأراضي التي كانت جزءًا من الإمبراطورية النمساوية المجرية في ذلك الوقت، وتحديدًا أراضي البوسنة والهرسك، والمنفذ الواصل للبحر الأدرياتيكي في ممكلة دالماسيا.

## المفاوضات

### العروض الأولى
أجريت مفاوضات أغسطس سبتمبر 1914 بين دول الوفاق وإيطاليا بمبادرة روسية. بتاريخ 4 أغسطس، وبعد يوم واحد فقط من إعلان إيطاليا وقوفها على الحياد، أكد سفيرها في روسيا إمكانية انضمام بلاده إلى قوى الوفاق مقابل حصولها على إقليم ترينتينو ألتو أديجي ومدينة فلوره إضافة إلى موقع استراتيجي على البحر الأدرياتيكي. إيمانًا منه بإمكانية أن تدفع هذه الخطوة الإيطالية رومانيا للانضمام إلى قوى الوفاق، ضد الإمبراطورية النمساوية المجرية، واصل وزير الخارجية الروسي سيرغي سازونوف مساعيه في هذا الصدد. أيد وزير الخارجية البريطاني إدوارد غراي الفكرة مطالبًا أيضًا بإضافة مدينة ترييسي إلى الاتفاق باعتبارها منطقة مهمة لكسب الرأي العام الإيطالي حول الانضمام للحرب.
قدم السفير الإيطالي لدى المملكة المتحدة، جوجليلمو إمبريالي، الشروط الإيطالية إلى وزير الخارجية البريطاني إدوارد غراي، إلا أن الأخير لم ير أي إمكانية لتحقيق أي نتائج عملية من خلال المحادثات، وأخبر إمبريالي بأن المملكة المتحدة لن تدرس الموضوع حتى تعلن إيطاليا التزامها بالانضمام إلى الوفاق. بناءً على تعليمات غراي، سأل السفير البريطاني في إيطاليا، رينيل رود، رئيس الوزراء الإيطالي، أنطونيو سالاندرا، فيما إذا كان من الممكن لإيطاليا المشاركة بالحرب. أبلغ سالاندرا رود بأنه من المستحيل لإيطاليا أن تشارك في الحرب في تلك الفترة، وأن أي محاولة سابقة لأوانها لتغيير موقف الحياد الذي أعلنته إيطاليا ستعرض أي احتمال لإقامة تحالف مستقبلي للخطر. بعد إخطار سازونوف بذلك، أوقفت روسيا مساعيها بالتحالف مع إيطاليا. 
كانت الدوافع وراء انفتاح دول الوفاق على إيطاليا ودراسة الأخيرة لمسألة الدخول في الحرب انتهازية تمامًا. رأت دول الوفاق في ألمانيا العدو الرئيسي لها، وأرادت الضغط على ألمانيا لإجبارها على تحويل بعض من قواتها بعيدًا عن ساحات القتال. كانت مصالح إيطاليا مختلفة بشكل جذري عن مصالح قوى الوفاق. رأت إيطاليا بدخول الحرب فرصة لتحقيق أهدافها الوحدوية مع الإمبراطورية النمساوية المجرية، ولاكتساب موقع مهيمن في حوض البحر الأدرياتيكي وتوسيع إمبراطوريتها الاستعمارية. في بادئ الأمر، فضل غالبية الإيطاليين الوقوف على الحياد، مع ذلك، تشكلت المجموعات التي فضلت إشعال حرب توسعية ضد الإمبراطورية النمساوية المجرية في كل أجزاء الطيف السياسي الإيطالي. شكل السياسيون الإيطاليون المتحمسون للحرب جماعاتٍ وحدوية، كجماعة ترينتو وجماعة تريتسيه التي قادها جيوفاني جيورياتي وألفريدو روكي اللذان رأيا في الحرب فرصة للنضال العرقي ضد السكان السلافيين الجنوبيين المجاورين.

### احتلال فلوره
لم ينسحب سالاندرو ووزير خارجيته أنتونيو باتيرنو كاستيلو من المفاوضات بشكل كامل، بل عملوا على استغلال الوقت لزيادة شروطهم إلى الحد الأقصى ومن ثم المطالبة بها في الوقت المناسب. كان ثمة محاولات لإعادة إطلاق المفاوضات في لندن بتاريخ 16 سبتمبر، وذلك بعد أن أخبر كاستيلو رود بأن البريطانيين والإيطاليين يتشاركون ذات المصالح في منع انتشار المناطق السلافية الواقعة تحت النفوذ الروسي، من خلال منع النفوذ السلافي في البحر الأدرياتيكي، حيث طالب الوحدويون بمنطقة دالماسيا. كلف كاستيلو إمبريالي بإخبار البريطانيين بأن إيطاليا لن تتخذ قرارًا بالتخلي عن موقفها الحيادي قبل أن تقبل دول الوفاق بشروطها، بالمقابل، أصر غراي على ضرورة أن تعلن إيطاليا التزامها بالانضمام إلى قوى الوفاق قبل تطبيق الشروط، الأمر الذي تسبب بانهيار المفاوضات مرة أخرى. عارض وكيل وزارة الخارجية البريطانية الدائم، آرثر نيكلسون، المطالبة الإيطالية بمنطقة دالماسيا، ولاحظ أن سازونوف قد كان محقًا في الادّعاء بأن سكان هذه المنطقة يرغبون بالاتحاد مع المملكة الكرواتية السلوفينية، وأن ضم إيطاليا لدالماسيا سيتسبب بطرح العديد من التساؤلات حول السلاف الجنوبيين في إيطاليا.
مع ذلك، نجح كاستيلو في كسب تأييد بريطانيا لاحتلال إيطاليا لفلوره. كان اتخاذ هذه الخطوة بمثابة إعداد للتدخل الإيطالي بالحرب، ورد بعض الاعتبار للحكومة الإيطالية. توقع كاستيلو معارضة سازونوف لاحتلال فلوره، وطلب من غراي إقناعه بذلك، مقابل تدخل إيطاليا في الحرب إلى جانب دول الوفاق. 

### استبدال سونينو لكاستيلو
في أواخر شهر أكتوبر، ظهرت محاولات لحمل إيطاليا على التدخل ضد الهجوم التركي المتوقع على قناة السويس. حذر سازونوف غراي من عدم طرح موضوع تقديم دالماسيا لإيطاليا مقابل تدخلها في الحرب، ورد الأخير بأنه لم يتم تقديم أي عرض يتعلق بدالماسيا لإيطاليا، لأن لإيطاليا مصلحة في إبقاء قناة السويس مفتوحة.
في شهر نوفمبر، كُلف سيدني سونينو بمهمة ضم إيطاليا للتحالف خلفًا لكل من كاستيلو ورود. اقترح سونينو توقيع اتفاق غير ملزم مع إيطاليا، يمكن تحويله مع الوقت إلى اتفاق ملزم. رفض كاستيلو عدة مقترحات مماثلة، مع ذلك، أُبلغ رود، من خلال اتصالاته في الحكومة الإيطالية، أن القوات المسلحة الإيطالية كانت مستعدة للتدخل بالحرب في شهر فبراير 1915، الأمر الذي دفع رود إلى حث غراي على النظر في الاقتراح. رفض غراي الفكرة باعتبارها صفقة افتراضية، وأبدى عدم اهتمام بالتحالف مع إيطاليا في تلك المرحلة.
أجرى كل من سالاندرا وسونينو بعد ذلك مفاوضات مع قوى المركز في محاولة لمحاصرتها ريثما يصبح من الممكن إجراء مفاوضات جديدة مع دول الوفاق. انهارت هذه المفاوضات في 15 فبراير 1915، وأبرق سونينو في اليوم التالي إلى إمبريالي قائمة محددة بالشروط الإيطالية للدخول بالحرب.

### السعي لضم بلغاريا للتحالف
أدت المحادثات الهادفة لضم بلغاريا إلى التحالف (أو على الأقل ضمان وقوفها على الحياد الودي) إلى حدوث تضارب بالمناطق الإقليمية التي طالبت بها إيطاليا وصربيا كشرط لدخولها الحرب. إذ كان من شأن منح منطقة دالماسيا لإيطاليا أن يتداخل جغرافيًا مع المناطق المقدمة لصربيا، المطلة على البحر الأدرياتيكي (ومناطق البوسنة والهرسك المطلة على نفس البحر على حد سواء)، كتعويض لها عن التنازل عن جزء كبير من منطقة فاردار مقدونيا لصالح صربيا. رغب سازووف بتعزيز عرضه المقدم لصربيا وبلغاريا من خلال ضمان منحها منفذًا على البحر الأدرياتيكي. رفض غراي هذه المبادرة لأنه رأى في ضم إيطاليا إلى التحالف أولوية على ضم بلغاريا وصربيا.

## الأحداث
نـَصّ الاتفاق على ترك إيطاليا الحلف الثلاثي ودخولها الحرب إلى جانب الوفاق الثلاثي في غضون شهر، مقابل حصولها في حال الانتصار على ترينتينو، تيرول حتى برينر (ألتو أديجي)، فينيسيا جوليا، كامل شبه الجزيرة الإسترية باستثناء مدينة رييكا، الجزء الشمالي من منطقة دالماسيا (بما في ذلك زادار)، العديد من جزر البحر الأدرياتي، أرخبيل دوديكانيسيا، قاعدة فلورا بألبانيا وحقل فحم أنطاليا بتركيا.
ووعدت مملكة صربيا ب:
1. سبليت
2. والساحل وجزر جنوب كركا إلى دوبروفنيك (راغوزا)، وشبه جزيرة بيلييساك.

أعطيت مملكة الجبل الأسود :
1. دوبروفنيك
2. والساحل جنوب ميناء شنغجين الألباني.

و أيضا، ولكن بدقة أقل، وعدت صربيا
1. البوسنة والهرسك
2. سيرميا
3. باكا
4. سلافونيا (رغم الاعتراضات الإيطالية)،
5. وبعض مناطق غير محددة من ألبانيا (تقسم بين صربيا، والجبل الأسود، واليونان).

يستند سبب تنازل إيطاليا عن رييكا إلى افتراض أن الإمبراطورية النمساوية المجرية ستواصل وجودها في أعقاب الصراع. ورأى الدبلوماسيون الإيطاليون أنه لابد من ترك منفذ على البحر لالإمبراطورية الهابسبورغية تجنباً لمحاولة النمساويين المجريين لاستعادة ترييستي. ولكن قبل إعلان الحرب في 23 مايو آيار، اتفق مبعوثون إيطاليون سرياً في لندن مع فرنسا وروسيا المملكة المتحدة على خطة لتجريد آل هابسبورغ وتقاسم أراضيهم بين الحلفاء فيما بعد. في نهاية الحرب شهدت صربيا بعد معاهدات السلام، تخصيص جميع الأراضي التي شكلت تقريباً يوغوسلافيا السابقة بما في ذلك رييكا. لذلك في مؤتمر السلام في فرساي لم تكن إيطاليا لتقبل التنازل عما حققته في اتفاقية لندن حيث اعتـُبرت رييكا إيطالية، والآن وصلت مملكة الصرب والكروات والسلوفين الوليدة إلى ما بعد الحدود الشمالية الشرقية وليست بحاجة لذلك الميناء.
الأراضي المكافأة لم تحدد في هذا الاتفاق، المعاهدة كانت افتراضية وغير دقيقة مما سمح بمصادقة البرلمان الإيطالي عليها فيما بعد.
أصر الإيطاليون ووافق الحلفاء، على أن مسألة الساحل الكرواتي بين زارا واستريا ينبغي تسويتها بعد انتهاء الحرب. كما أصروا على أنه لا ينبغي لصربيا أن تعلم بالاتفاقات. ولكن الحلفاء نقضوا ذلك بإرسال مذكرة رسمية إلى حكومة صربيا، مؤرخة في 4 أغسطس آب 1915، ومؤكدة أراضي ما بعد الحرب التي تطالب بها صربيا والجبل الأسود.

## في النهاية
أكدت معاهدة سانت جيرمان تقسيم تيرول.